# Síndrome artrósico
El síndrome artrósico o síndrome febloartrósico es la unión de las varices y los problemas óseos.  Es una variante de la artrosis. El estudio de las intervenciones terapéuticas en estos trastornos se llama reumatología.

## Epidemiología
Afecta principalmente a las mujeres, entre los 55-60 años y que se encuentran en la etapa postmenopáusica, a personas con obesidad o que tienen una profesión sedentaria.

## Síntomas
Dolores en las extremidades debido a tantas varices

## Tratamiento
Principalmente hay que adelgazar aunque cueste con esas edades. Se recomienda andar cada día, una hora mínimo. 
Las personas con osteoporosis o artrosis les costará mucho, por eso se recomienda a ese tipo de personas unas medias elásticas para que facilite el retorno venoso. Aunque estas sean incómodas ya sea por muslos gordos o abdomen globuloso.